# Lalon Shahbrug

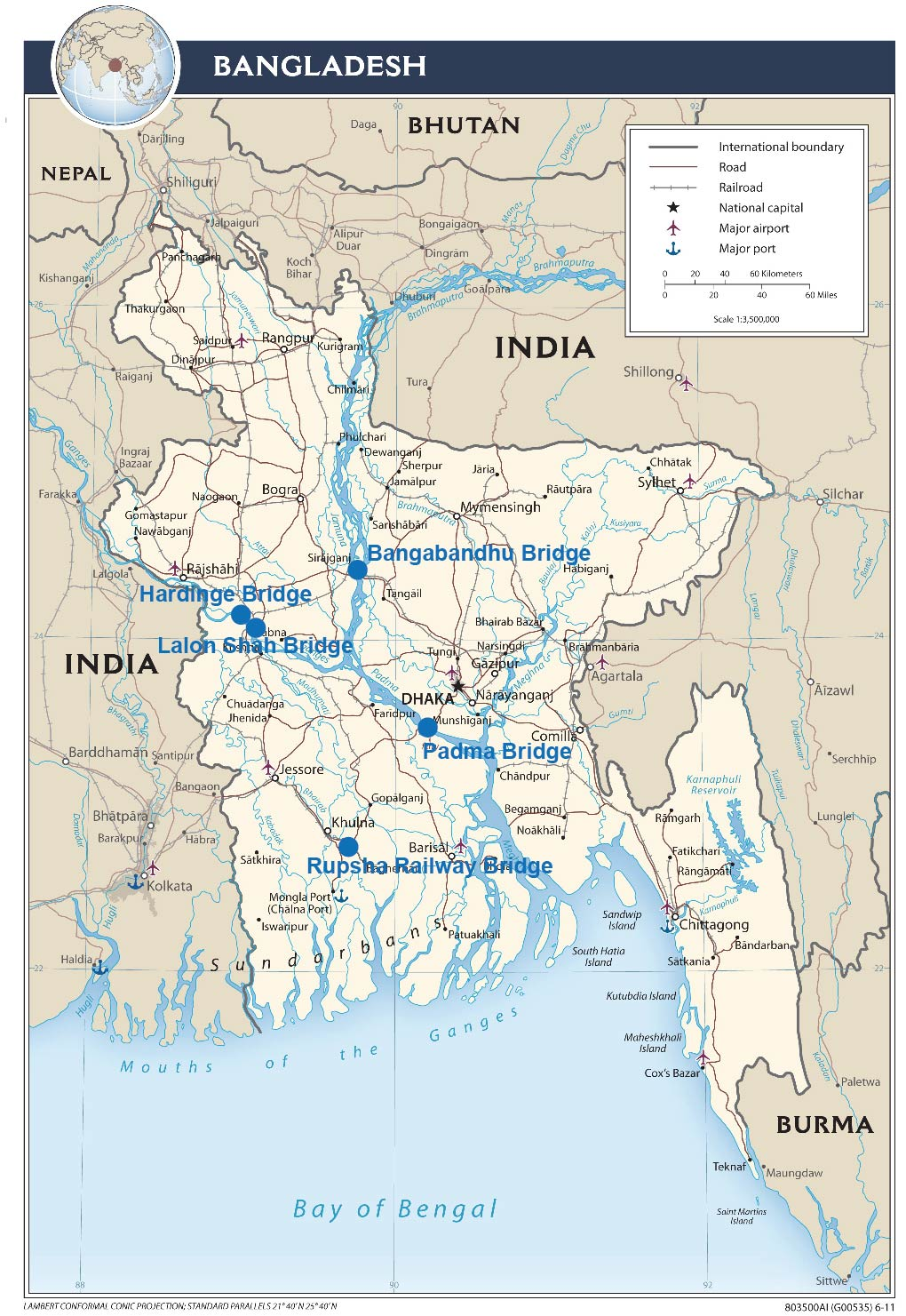
Grote bruggen in Bangladesh

De Lalon Shahbrug (Bengaals: লালন শাহ সেতু), plaatselijk ook bekend als Pakshey Bridge, is een verkeersbrug van voorgespannen beton in Bangladesh over de rivier de Padma, gelegen tussen het onderdistrict Ishwardi van het district Pabna in het oosten en het onderdistrictd Bheramara van het district Kushtia in het westen. De brug is vernoemd naar de mystieke dichter Lalon Shah uit Chhewuriya, district Kushtia, uit het begin van de 19e eeuw. De brug kwam gereed in 2004. De brug is 1800 meter lang en is de op twee na langste verkeersbrug van het land, na de Padmabrug en Jamunabrug. De brug is onderdeel van de N704. Het is een belangrijke wegverbinding naar de haven van Mongla in het district Khulna in het zuiden en de divisie Rangpur in het noordelijke deel van Bangladesh. De brug ligt stroomafwaarts net ten zuiden van de Hardingebrug (spoorbrug).

## Bouw
In april 1997 begon de bouw van de brug op slechts 300 meter stroomafwaarts van de Hardingebrug. Doordat deze dicht bij een reeds gebouwde brug werd gebouwd, konden de bestaande oeververdedigingen worden gebruikt en hoefden ze niet volledig opnieuw ontworpen en aangelegd te worden. De bouw werd uitgevoerd door het Chinese Major Bridge Engineering Bureau. Bij de bouw waren 300 Chinezen en 1.400 Bengaalse arbeiders of specialisten werkzaam. Het oorspronkelijke bouwplan voorzag in een bouwperiode van 55 maanden van april 1997 tot oktober 2001. De daadwerkelijke bouw liep echter aanzienlijke vertraging op, wat vooral te wijten was aan organisatorische tekortkomingen bij aanbestedingen, zodat de brug pas in februari 2004 werd opgeleverd. Het vooropgestelde budget werd echter gehaald en zelfs lichtjes onderschreden.
Op 18 mei 2004 opende de toenmalige premier Khaleda Zia tijdens een ceremonie de brug voor het verkeer.

## Technische gegevens, bouwkosten
De totale bouwkosten waren 10,65 miljard taka (gelijk aan bijna 200 miljoen euro). Hiervan kwam 2,45 miljard van de regering van Bangladesh en de rest als lening van de Japan Bank for International Cooperation, terugbetaalbaar over 30 jaar.
Het belangrijkste doel van het brugproject was om het onderontwikkelde noordwesten (de huidige divisies Rajshahi en Rangpur) beter te verbinden met het zuidwesten, met name de overzeese haven in Mongla. De verkeersprognoses bleken echter te optimistisch, althans in de eerste jaren na de opening. In 2007 reden er dagelijks 1600 voertuigen over de brug, terwijl er 3316 op de planning stonden. Desalniettemin beoordeelden de geldschieters het project over het algemeen als een succes.
De brug is 1786 meter lang. De bovenbouw rust op 18 betonnen pijlers, die op hun beurt zijn gefundeerd op stalen palen die in de grond zijn geheid, volgens een constructieprincipe analoog aan dat van de Jamunabrug, die in 1998 werd geopend. De afstand tussen de pijlers is 109,5 m en 2×75 meter aan de twee uiteinden. De brug is gebouwd als een holle kokerbrug van voorgespannen beton volgens de vrije uitbouwmethode. De brug is 18,3 meter breed en heeft in totaal vier rijstroken (twee in elke richting). Aan de westzijde moest 5,84 km aan toegangswegen worden aangelegd en aan de oostzijde 9,77 km. Voor de bouw was 65.000 ton cement nodig.
Het is een tolbrug en er zijn tolhuisjes aan beide uiteinden van de brug.
Bij de brug wordt op de oostoever van de Padma de kerncentrale van Rooppur (Ropur) gebouwd.